# فرانک بورنمان
فرانک بورنمان (به آلمانی: Frank Bornemann) گیتاریست، خواننده و تهیه‌کنندهٔ آلمانی و بنیانگذار گروه پراگرسیو راک الوی است. او تنها عضوی است که از زمان تأسیس گروه در سال ۱۹۶۹ تاکنون به‌طور ثابت در آن باقی مانده‌است.

## زندگینامه
فرانک بورنمان در آوریل ۱۹۴۵ در هانوفر آلمان زاده‌شد.  پدرش که اصلیتی فرانسوی داشت پیش از تولد او و در طی جنگ جهانی دوم، بر اثر بمباران خانه‌شان در هانوفر کشته شده‌بود و فرانک توسط مادرش بزرگ شد. او نوازندگی را در اوایل دههٔ ۱۹۶۰ آغاز نمود و در انستیتویی که به آموزش موسیقی جاز و همچنین آهنگ‌های گروه انگلیسی شدوز می‌پرداخت نواختن گیتار را فراگرفت. مادرش برای او گیتار و آمپلی‌فایری خرید و دیری نپایید که فرانک به گروهی پیوست که کارهای شدوز و بیتلز را بازخوانی می‌نمود. او در اواخر دههٔ ۱۹۶۰ در بانکی مشغول به کار شد و در ۱۹۶۸ با دختری به‌نام بریجیتا ازدواج کرد. در ۱۹۶۹ وقتی فرانک دید که درآمدش از گروه موسیقی بیشتر از درآمدش در بانک است تصمیم به ترک شغل و تمرکز بر موسیقی گرفت. او در همان سال گروهی را بنیادگذاشت و با الهام از نام الوی‌ها در رمان علمی-تخیلی ماشین زمان، نوشتهٔ اچ.جی. ولز، آن را «الوی» نامید.
فرانک در این گروه جدید نخست تنها به کار آهنگسازی و نوازندگی گیتار می‌پرداخت و کار خوانندگی برعهدهٔ اریش شریور بود. الوی اینک موسیقی خودش را می‌نوشت و دیگر به بازخوانی و اجرای آثار دیگران نمی‌پرداخت. نخستین آلبوم گروه باعنوان الوی در ۱۹۷۱ توسط فیلیپس رکوردز منتشر شد، اما استقبال زیادی از آن به‌عمل نیامد و اعضای گروه دچار مشکلات مالی شدند. همسر فرانک که در شورای شهر کار می‌کرد نان‌آور خانه شد و مادر فرانک نیز هرازگاه مایحتاج آنان را تأمین می‌نمود. با این حال فرانک و همسرش بریجیتا توافق کردند که اگر فرانک تا ۵ سال آینده نتوانست موفقیتی کسب‌کند بار دیگر به شغلی ثابت روی آورد.
الوی سرانجام توانست ایجنتی برای خود بیابد و او آن‌ها را با گروه‌های انگلیسی شناخته‌شده‌ای همچون دیپ پرپل پیوند داد. آن‌ها در کنار افراد و گروه‌هایی همچون آلکسیس کرنر و گلدن ایرینگ به‌اجرای برنامه پرداختند و با استقبال مخاطبان روبرو شدند. حاصل این موفقیت، امضای قراردادی با شرکت ضبط موسیقی ای‌ام‌آی بود. بااین‌حال اعضای گروه دستخوش تغییراتی شد و با جدایی اریش شریور از الوی در سال ۱۹۷۲، خود فرانک بورنمان کار خوانندگی را برعهده گرفت.
بورنمان که از اواسط دههٔ ۱۹۷۰ کار تهیه‌کنندگی گروه را نیز برعهده داشت با درخواست رودولف شنکر، کار تهیه‌کنندگی دومین آلبوم گروه اسکورپیونز باعنوان Fly to the Rainbow را در سال ۱۹۷۴ انجام داد و از همان زمان تاکنون، به کار تهیه‌کنندگی دیگر هنرمندان و گروه‌ها نیز مشغول است. او در ۱۹۷۹ استودیوی Horus را که امروزه یکی از شناخته‌شده‌ترین استودیوهای ضبط موسیقی در آلمان به‌شمار می‌رود را خرید و با هنرمندان و گروه‌های جوان بسیاری در آنجا کار کرد و حمایتشان نمود. فرانک بورنمان نه‌تنها با الوی، بلکه با گروه‌هایی همچون هلووین، گوانو ایپز و رولورهلد نیز به موفقیت دست‌یافت. او همچنین در دههٔ ۱۹۹۰ یک شرکت نشر موسیقی را با نام Artist Station بنیاد نهاد.
فرانک بورنمان و همسرش در آپارتمانی در هانوفر زندگی می‌کنند و آپارتمانی نیز در پاریس دارند.